# 1038 Tuckia
1038 Tuckia är en asteroid i huvudbältet som upptäcktes den 24 november 1924 av den tyske astronomen Max Wolf. Dess preliminära beteckning var 1924 TK. Den tillhör asteroidgruppen Hilda. Asteroiden namngavs senare efter filantroperna Mr. och Mrs. Edward Tuck.
Tuckias senaste periheliepassage skedde den 4 februari 2018. Dess rotationstid har beräknats till 23,2 timmar. 